# Government House

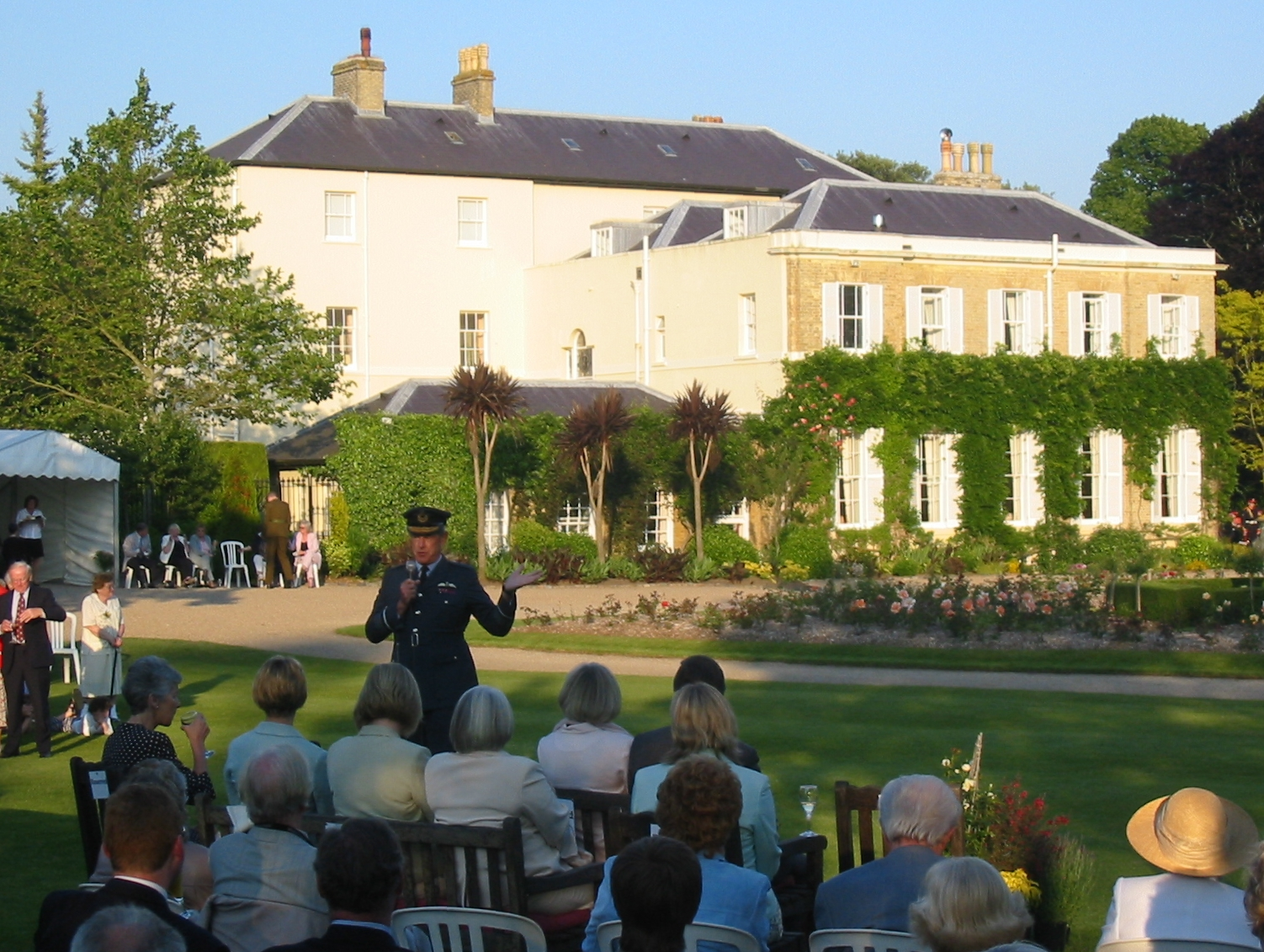
Le maréchal en chef de l'Air Sir John Cheshire, lieutenant-gouverneur de Jersey, s'adresse au public à Government House, lors d'une réception pour marquer l'anniversaire officiel de la reine.

Government House (en français : hôtel du Gouvernement) est le nom couramment porté par la résidence officielle du représentant de la Couronne (vice-roi, gouverneur général, gouverneur ou lieutenant gouverneur) dans les anciennes colonies britanniques et, aujourd'hui, dans les royaumes du Commonwealth et les peu de dépendances britanniques qui restent. Government House est ainsi une métonymie utilisée pour désigner le gouverneur.
En Inde, depuis l'indépendance, les résidences des gouverneurs des États sont nommées Raj Bhavan, qui signifie « Hôtel du gouvernement » en hindi. Ainsi, à Calcutta, ce qui était depuis deux siècles le palais du vice-roi et gouverneur général des Indes est devenu Raj Bhavan en 1947.
Aujourd'hui, quand le roi Charles III ou un membre de la famille royale britannique visite un royaume du Commonwealth, ils demeurent souvent à la Government House.

## Par pays

### Australie
- Government House (Canberra), résidence du gouverneur général d'Australie
- Government House (Sydney), résidence du gouverneur de Nouvelle-Galles du Sud
- Government House (Melbourne), résidence du gouverneur du Victoria
- Government House (Brisbane), résidence du gouverneur du Queensland
- Government House (Adelaide), résidence du gouverneur d'Australie-Méridionale
- Government House (Perth), résidence du gouverneur d'Australie-Occidentale
- Government House (Hobart), résidence du gouverneur de Tasmanie
- Government House (Darwin), résidence de l'administrateur du Territoire du Nord

### Canada
- Rideau Hall, résidence du gouverneur général du Canada
- Citadelle de Québec, seconde résidence officielle du gouverneur général du Canada
- Government House (Victoria), résidence du lieutenant-gouverneur de la Colombie-Britannique
- Government House (Winnipeg), résidence du lieutenant-gouverneur du Manitoba
- Government House (Regina), résidence du lieutenant-gouverneur de la Saskatchewan
- Government House (Halifax), résidence du lieutenant-gouverneur de Nouvelle-Écosse
- Government House (Fredericton), résidence du lieutenant-gouverneur du Nouveau-Brunswick
- Government House (Charlottetown), résidence du lieutenant-gouverneur de l'Île-du-Prince-Édouard
- Government House (St John's), résidence du lieutenant-gouverneur de Terre-Neuve-et-Labrador
- Taylor House, résidence du commissaire du Yukon
- Commissioner's Residence, résidence du commissaire du Nunavut

Actuellement, le lieutenant-gouverneur du Québec, le lieutenant-gouverneur de l'Ontario, le lieutenant-gouverneur de l'Alberta et le commissaire des Territoires du Nord-Ouest ne possèdent pas de Government House.

### Royaume-Uni
- Government House (Old Ta), résidence du gouverneur d'Anguilla
- Government House (Hamilton), résidence du gouverneur des Bermudes
- Government House (Grand Cayman), résidence du gouverneur des îles Caïmans
- The Convent, résidence du gouverneur de Gibraltar
- Hôtel du Gouvernement, résidence du gouverneur des îles Vierges britanniques
- Government House (Stanley), résidence du gouverneur des îles Malouines
- Government House (Onchan), résidence du lieutenant-gouverneur de l'île de Man
- Government House (Adamstown), résidence du gouverneur des îles Pitcairn
- Government House (Woodlands), résidence du gouverneur de Montserrat
- Plantation House, résidence du gouverneur de Sainte-Hélène, Ascension et Tristan da Cunha
- Government House (Grand Turk), résidence du gouverneur des Îles Turques-et-Caïques

### Autres pays
- Government House (St John's), résidence du gouverneur général d'Antigua-et-Barbuda
- Government House (Nassau), résidence du gouverneur général des Bahamas
- Government House (Belmopan), résidence du gouverneur général de Belize
- Government House (St George's), résidence du gouverneur général de la Grenade
- King's House (Kingston), résidence du gouverneur général de la Jamaïque
- Government House (Wellington), résidence du gouverneur général de Nouvelle-Zélande
- Government House (Port Moresby), résidence du gouverneur général de Papouasie-Nouvelle-Guinée
- Hôtel du Gouvernement, résidence du gouverneur général de Saint-Christophe-et-Niévès
- Government House (Castries), résidence du gouverneur général de Sainte-Lucie
- Government House (Kingstown), résidence du gouverneur général de Saint-Vincent-et-les-Grenadines
- Government House (Honiara), résidence du gouverneur général des Salomon
- Hôtel du Gouvernement, résidence du gouverneur des Samoa américaines
- Government House, résidence du chef de l'exécutif de Hong Kong